# Otto Neurath
Otto Neurath, avstrijski filozof, sociolog in ekonomist, * 10. december 1882, † 22. december 1945. 
Bil je ena najpomembnejših osebnosti Dunajskega kroga.